# Brandin Cooks
Brandin Tawan Cooks (nascido em 25 de setembro de 1993) é um jogador de futebol americano que joga no Dallas Cowboys da National Football League (NFL). Ele foi selecionado pelo New Orleans Saints na primeira rodada da Draft da NFL de 2014. Ele jogou futebol americano universitário em Oregon State.

## Carreira na Escola Secundária
Cooks estudou em Lincoln High School em Stockton, Califórnia, onde ele jogou futebol americano nos Trojan. No segundo ano, ele teve 29 recepções para 600 jardas e sete touchdowns. Em seu terceiro ano, ele tinha 46 recepções para 783 jardas e 10 touchdowns, além de ter três interceptações quando jogava no time da defesa. No último ano, ele teve 66 recepções para 1.125 jardas e 11 touchdowns. Além do futebol americano, Cook jogou basquete e praticou atletismo no ensino médio.
Cooks foi classificado pela Rivals.com como a 26ª melhor wide receiver e a 240ª melhor jogador em sua classe.
Ele originalmente se comprometeu a jogar futebol universitário em UCLA, mas mudou para Oregon State University.

## Carreira na Faculdade
Cooks jogou em Oregon State de 2011 a 2013 sob o comando do técnico Mike Riley. Como um calouro em 2011, ele jogou em todos os 12 jogos. Ele terminou a temporada com 31 recepções para 391 jardas e três touchdowns. Ele também foi um retornador de chute com uma média de 22,4 jardas. Em 2012, ele teve 67 recepções para 1.151 jardas e cinco touchdowns.
A combinação de Cooks e Markus Wheaton criou uma das duplas mais dinâmicas do futebol universitário e da história de Oregon State. Os dois jogadores combinaram para 158 recepções, 2.395 jardas e 16 touchdowns na temporada de 2012.
Em 2013, ele teve 128 recepções, 1.730 jardas de recepção e 16 touchdowns. As recepções e as jardas de recepção de Cooks são um recorde da Pac-12. Ele chegou a menos de 100 jardas apenas quatro vezes e ultrapassou 200 jardas em um jogo duas vezes, contra o Utah e Califórnia.
No final da temporada, ele ganhou o prêmio Fred Biletnikoff e foi um consenso na escolha de All-American. Ele foi o segundo jogador do Oregon State a ganhar o Prêmio Biletnikoff, sendo Mike Hass o primeiro em 2005.
Em 2 de janeiro de 2014, Cooks anunciou que renunciaria à sua última temporada e entraria no Draft da NFL de 2014.
Além do futebol americano, Cook praticou atletismo em Oregon State. Ele conquistou o segundo lugar na corrida de 60 metros no UW Invitational de 2012, marcando um tempo pessoal de 6,81 segundos.

### Estatísticas da faculdade
| Ano   | Jogos | Recebidos | Recebidos | Recebidos | Recebidos | Recebidos | Recebidos | Recebidos | Recebidos | Correndo | Correndo | Correndo | Correndo |
| Ano   | Jogos | Rec       | Jardas    | Média     | Longo     | 100+      | 200+      | TD        | Média/J   | Ten      | Jardas   | Média    | TD       |
| ----- | ----- | --------- | --------- | --------- | --------- | --------- | --------- | --------- | --------- | -------- | -------- | -------- | -------- |
| 2011  | 12    | 31        | 391       | 12,6      | 59        | 0         | 0         | 3         | 32,6      | 10       | 41       | 4,1      | 0        |
| 2012  | 13    | 67        | 1 151     | 17,2      | 75        | 5         | 0         | 5         | 95,9      | 19       | 82       | 4,3      | 0        |
| 2013  | 13    | 128       | 1 730     | 13,5      | 55        | 8         | 2         | 16        | 133       | 32       | 217      | 6,8      | 2        |
| Total | Total | 226       | 3 272     | 14,5      | 75        | 13        | 2         | 24        | 86,1      | 61       | 340      | 5,6      | 2        |

### Prêmio e Honras na Universidade
- Prêmio Biletnikoff (2013)
- All-American (2013)
- Havaí Bowl (2013)[24]
- Primeiro Time da All-Pac-12 (2013)
- Menção Honrosa da Pac-12 (2012)
- Maior número de jardas recebidas em uma única temporada da Pac-12 (2013)
- 1ª lugar em touchdowns recebidos em Oregon State (24 touchdowns)[25]
- 3ª lugar em jardas recebidas de Oregon State (3,272 metros)
- Líder em jardas recebidas da NCAA de 2013 (1,730 jardas) [26]
- Líder em touchdowns da Pac-12 de 2013 (16 touchdowns)[27]
- Líder de recepções da Pac-12 de 2013 (128 recepções)
- Líder em jardas recebidas da Pac-12 de 2012 (17,2 jardas)

## Carreira Profissional
| 1.78 m                          | 86 kg | 4.33 s | 1.53 s | 2.50 s | 3.81 s | 6.76 s | 0.91 m | 3.05 m | 16 repetições |
| Todos os valores da NFL Combine |       |        |        |        |        |        |        |        |               |

Cooks foi selecionado pelo New Orleans Saints como a 20ª escolha da primeira rodada do Draft da NFL de 2014; os Saints trocaram a 27º escolha e a escolha de terceira rodada em troca da primeira rodada do Arizona Cardinals, a fim de obter Cooks.
Em 18 de maio de 2014, os Saints assinaram um contrato com Cooks de quatro anos no valor de US $ 8,3 milhões.

### New Orleans Saints

#### Temporada de 2014
Em seu primeiro jogo da carreira, Cooks recebeu sete passes para 77 jardas e um touchdown e teve uma corrida de 18 jardas em uma derrota na prorrogação por 37-34 para o Atlanta Falcons no Georgia Dome. Isso fez de Cooks o jogador mais jovem, aos 20 anos e 347 dias, a pegar um passe para touchdown desde Reidel Anthony em 28 de setembro de 1997, aos 20 anos e 343 dias.
Cooks teve 53 recepções para 550 jardas e 3 touchdowns antes de quebrar o polegar na semana 11 contra o Cincinnati Bengals, terminando sua temporada.

#### Temporada de 2015
Cooks iniciou a temporada de 2015 como o wide receiver mais importante dos Saints. Cooks capturou mais de 100 jardas em um jogo pela primeira vez em sua carreira no jogo da semana 5 contra o Philadelphia Eagles, onde ele teve 5 recepções para 107 jardas e um touchdown. Nas Semanas 15 e 16, Cooks teve 15 recepções para 247 jardas e 2 touchdowns contra o Detroit Lions e o Jacksonville Jaguars.
Ele terminou a temporada de 2015 com 84 recepções para 1,138 jardas e 9 touchdowns, liderando os Saints em todas essas categorias.

#### Temporada de 2016
Antes da temporada de 2016, Cooks foi classificado como um candidato à quebra de recordes pela ESPN. Ele correspondeu a essa expectativa quando pegou seis passes para 143 jardas e dois touchdowns em uma derrota por 35-34 contra o Oakland Raiders na semana 1. Ele pegou um passe para touchdown de 98 jardas no terceiro quarto para definir o recorde de franquia dos Saints para a jogada mais longa. Cooks, junto com Willie Snead IV e o novato Michael Thomas, terminaram o dia com 373 jardas combinadas, o maior de todos os tempos com um trio de Nova Orleans em uma derrota. Após uma vitória na semana 12 contra o Los Angeles Rams, em que ele não foi alvo de um único passe, Cooks expressou sua frustração, dizendo: "Bocas fechadas não se alimentam".
Cooks estabeleceu sua melhor marca em jardas recebidas com 1.173, enquanto as bolas lançadas em sua direção cairam de 129 em 2015 para 117 em 2016, suas 10.0 jardas por recepção ficaram em sexto lugar entre os receptores da NFL.

### New England Patriots
Em 10 de março de 2017, o New England Patriots trocou suas escolhas de draft de primeira rodada e terceira rodada para o Saints por Cooks e uma escolha de draft de quarta rodada de 2017. Em 29 de abril de 2017, os Patriots escolheram a opção do quinto ano no contrato de Cooks.
Em 10 de setembro de 2017, Cooks fez sua estréia pelos Patriots contra o Kansas City Chiefs no NFL Kickoff Game. Ele teve três recepções para 88 jardas na derrota por 42-27. Na semana 3, Cooks teve cinco recepções por 131 jardas e marcou seus primeiros dois touchdowns como um jogador dos Patriots, incluindo uma corrida de 25 jardas com 23 segundos restantes na vitória por 36-33 sobre o Houston Texans; após o touchdown vencedor do jogo, ele também marcou na conversão de dois pontos. Na semana 11 contra o Oakland Raiders no Estadio Azteca, Cooks teve seis recepções para 149 jardas e um touchdown em uma vitória por 33-8. Durante a semana 12 da temporada de 2017, Cooks liderou todos os jogadores em recepções de mais de 40 jardas, com 6.
No geral, ele terminou a temporada regular de 2017 com 65 recepções para 1.082 jardas e sete touchdowns.
Os Patriots ganharam a AFC East e o primeiro lugar da AFC. Na Rodada Divisional contra o Tennessee Titans, Cooks teve três recepções para 32 jardas na vitória por 35-14. No AFC Championship contra Jacksonville Jaguars, ele tinha seis recepções para 100 jardas na vitória por 24-20. Durante o Super Bowl LII contra o Philadelphia Eagles, ele pegou um passe de 23 jardas, mas deixou o jogo no início do segundo quarto com uma concussão. Ele foi colocado em protocolo de concussão e não participou mais do Super Bowl, os Patriots acabaram perdendo para os Eagles por 41-33.

### Los Angeles Rams
Em 3 de abril de 2018, o New England Patriots negociou Cooks e uma escolha de quarta rodada para o Los Angeles Rams por uma escolha de primeira e sexta rodada. Isso o reuniu com o ex-companheiro de equipe de Oregon State, Sean Mannion.
Em 17 de julho de 2018, Cooks assinou um contrato de cinco ano no valor de US $ 81 milhões com a Rams, com US $ 20,5 milhões garantidos.
Durante a Semana 2 contra os Cardinals, Cooks terminou com 159 jardas recebidas com os Rams ganhando por 34-0.

### Houston Texans
Em 9 de abril de 2020, o Los Angeles Rams negociou Cooks e uma escolha de quarta rodada para o Houston Texans por uma escolha de segunda rodada.

### Estatísticas da Carreira
| Legend  | Legend                   |
| ------- | ------------------------ |
|         | Liderou a liga           |
| Negrito | Melhor marca da carreira |

#### Temporada Regular
| Ano      | Time     | Jogos      | Jogos   | Recebendo | Recebendo | Recebendo | Recebendo | Recebendo | Correndo | Correndo | Correndo | Correndo | Correndo | Returnando | Returnando | Returnando | Returnando | Returnando | Fumbles | Fumbles  |
| Ano      | Time     | Disputados | Titular | Rec       | Jardas    | Média     | Lng       | TD        | Ten      | Jardas   | Média    | Lng      | TD       | Ret        | Jardas     | Média      | Lng        | TD         | Fum     | Perdidos |
| -------- | -------- | ---------- | ------- | --------- | --------- | --------- | --------- | --------- | -------- | -------- | -------- | -------- | -------- | ---------- | ---------- | ---------- | ---------- | ---------- | ------- | -------- |
| 2014     | NO       | 10         | 7       | 53        | 550       | 10,4      | 50E       | 3         | 7        | 73       | 10,4     | 28       | 1        | 11         | 47         | 4,3        | 15         | 0          | 1       | 0        |
| 2015     | NO       | 16         | 12      | 84        | 1 138     | 13,5      | 71E       | 9         | 8        | 18       | 2,3      | 11       | 0        | 2          | 12         | 6,0        | 6          | 0          | 1       | 0        |
| 2016     | NO       | 16         | 12      | 78        | 1 173     | 15,0      | 98E       | 8         | 6        | 30       | 5,0      | 11       | 0        | 1          | 2          | 2,0        | 2          | 0          | 1       | 0        |
| 2017     | NE       | 16         | 15      | 65        | 1 082     | 16,6      | 64E       | 7         | 9        | 40       | 4,4      | 13       | 0        | 0          | 0          | 0,0        | 0          | 0          | 0       | 0        |
| 2018     | LAR      | 16         | 16      | 80        | 1 204     | 15,1      | 57        | 5         | 10       | 68       | 6,8      | 17       | 1        | 0          | 0          | 0,0        | 0          | 0          | 1       | 0        |
| 2019     | LAR      | 14         | 14      | 42        | 583       | 13,9      | 57        | 2         | 6        | 52       | 8,7      | 27       | 0        | 0          | 0          | 0,0        | 0          | 0          | 0       | 0        |
| 2020     | HOU      | 15         | 15      | 81        | 1 150     | 14,2      | 57        | 6         | 0        | 0        | 0.0      | 0        | 0        | 0          | 0          | 0.0        | 0          | 0          | 0       | 0        |
| 2021     | HOU      | 16         | 16      | 90        | 1 037     | 11,5      | 52        | 6         | 2        | 21       | 10,5     | 16       | 0        | 0          | 0          | 0,0        | 0          | 0          | 0       | 0        |
| 2022     | HOU      | 13         | 13      | 57        | 699       | 12,3      | 44        | 3         | 2        | 7        | 3,5      | 5        | 0        | 0          | 0          | 0,0        | 0          | 0          | 0       | 0        |
| 2023     | DAL      | 16         | 15      | 54        | 657       | 12,2      | 37        | 8         | 5        | 35       | 7,0      | 14       | 0        | 0          | 0          | 0,0        | 0          | 0          | 1       | 0        |
| Carreira | Carreira | 148        | 135     | 684       | 9,273     | 13.5      | 98E       | 57        | 55       | 344      | 6.3      | 28       | 2        | 14         | 61         | 4.4        | 15         | 0          | 5       | 0        |

### Pós-temporada
| Ano   | Time  | Jogos      | Jogos   | Recebendo | Recebendo | Recebendo | Recebendo | Recebendo | Correndo | Correndo | Correndo | Correndo | Correndo | Fumbles | Fumbles  |
| Ano   | Time  | Disputados | Titular | Rec       | Jardas    | Média     | Lng       | TD        | Ten      | Jardas   | Média    | Lng      | TD       | Fum     | Perdidos |
| ----- | ----- | ---------- | ------- | --------- | --------- | --------- | --------- | --------- | -------- | -------- | -------- | -------- | -------- | ------- | -------- |
| 2017  | NE    | 3          | 3       | 10        | 155       | 15,5      | 31        | 0         | 1        | 1        | 1,0      | 1        | 0        | 0       | 0        |
| 2018  | LAR   | 3          | 3       | 19        | 292       | 15,4      | 36        | 0         | 1        | 5        | 5,0      | 5        | 0        | 0       | 0        |
| 2023  | DAL   | 1          | 1       | 6         | 47        | 7,8       | 18        | 0         | 1        | 6        | 6,0      | 6        | 0        | 0       | 0        |
| Total | Total | 7          | 7       | 35        | 494       | 14,1      | 36        | 0         | 3        | 12       | 4,0      | 6        | 0        | 0       | 0        |

## Vida pessoal
Cooks tinha 7 anos quando seu pai morreu de um ataque cardíaco, e depois disso ele foi criado por sua mãe, Andrea Cooks. Ele tem quatro irmãos.